# Halif
Halif (Tell Halif/Tell el-Khuweilifeh) és una excavació important del sud d'Israel en una regió a mig camí entre la mar Morta i la frontera d'Egipte prop de Gaza. Té diverses excavacions properes l'una de l'altra.